# Interface
A Interface é uma conceito amplo multidisciplinar, que pode expressar pela presença de ferramentas para o uso e movimentação de qualquer sistema de informações, do tipo material ou virtual. O dicionário define interface como o conjunto de meios planejadamente dispostos, sejam eles físicos ou lógicos, com vista a fazer a adaptação entre dois sistemas  para se obter um certo fim cujo resultado possui partes comuns aos dois sistemas, ou seja, o objeto final possui características dos dois sistemas. 

## Significados
A multisignificação do conceito interface
- Na Ciência da Computação, um circuito eletrônico que controla a interligação entre dois dispositivos hardwares e os ajuda a trocar dados de maneira confiável, como por exemplo: Interface digital de áudio ou vídeo.
- Na Informática, a interconexão entre dois equipamentos que possuem diferentes funções e que não podem ser conectados diretamente, como por exemplo: o modem.[1]
- Na Comunicação, o meio capaz de promover a comunicação ou interação entre dois ou mais grupos.[1]
- Na Física, a superfície que separa duas fases de um sistema.[1]
- Na Ecologia, a área de fronteira entre regiões adjacentes, e que constitui ponto em que interagem sistemas independentes de diversos grupos.[1]

## Na ciência da computação
Na ciência da computação é o ponto em que há controle entre dois dispositivos hardwares, entre um usuário e um programa ou sistema operacional, ou entre duas aplicações. No hardware, a interface descreve as conexões lógicas e físicas utilizadas, como no RS-232-C, sendo considerado em geral sinónimo de porta. A interface com o usuário se compõe dos meios pelos quais um programa se comunica com o usuário, incluindo uma linha de comandos, menus, caixas de diálogos, sistema de ajuda online, etc. As interfaces com os usuários podem ser classificadas com base em caracteres ( texto ), baseados em menus ou baseadas em elementos visuais.
As interfaces de software são APIs ( Application Program Interfaces ou Interfaces de Programas Aplicações) e consistem em códigos e mensagens utilizadas pelos programas para se comunicarem de forma transparente para o usuário.

### Interface Visual
Uma interface com utilizadores que recorre ao mouse e imagens de mapa de bits para simplificar grandemente as operações básicas do computador para os usuários iniciantes.
Os recursos típicos da interface visual são os quadros de advertência, clipboard ou áreas de transferência, os acessórios, de mesa, a metáfora do desktop, os quadros de diálogo, as setas de paginação, a possibilidade de utilização de diversas fontes na tela, a equivalência entre conteúdo da tela e a página impressa e a abertura de várias janelas na tela.

### Aplicação
Na ciência da computação o termo interface é utilizado em diversas áreas:
- Interface do utilizador
- Interface gráfica do utilizador
- Em programação de computadores a interface estabelece a fronteira de comunicação entre dois componentes de software.
- Interface de rede